# روجر بوركمان
روجر بوركمان (بالإنجليزية: Roger Burkman)‏ مواليد 22 مايو 1958 في إنديانابوليس، هو لاعب كرة سلة أمريكي معتزل. بدأ مسيرته الاحترافية في سنة 1981. تم اختياره من قبل فريق شيكاغو بولز خلال الدرافت. حمل الرقم 21. يبلغ طوله 6 قدم 5 بوصة (2.0 م). اعتزل اللعب في 1982.

## إحصائيات المسيرة
| السنة   | الفريق      | لعب | بدأ | دقيقة | ميداني% | ثلاثية | حرة  | ارتداد | صنع | استلاب | تصدي | نقطة |
| ------- | ----------- | --- | --- | ----- | ------- | ------ | ---- | ------ | --- | ------ | ---- | ---- |
| 1981–82 | شيكاغو بولز | 6   | 0   | 30    | .000    | .000   | .833 | 6      | 5   | 6      | 2    | 5    |

## روابط خارجية
- روجر بوركمان على موقع إن بي أي (الإنجليزية)
- روجر بوركمان على موقع سبورتس رفرنس (الإنجليزية)
- روجر بوركمان على موقع كلية كرة السلة في سبورتس رفرنس.كوم (الإنجليزية)
- روجر بوركمان على موقع ريلجم (الإنجليزية)
- روجر بوركمان على موقع بروبوليرز (الإنجليزية)